# Первомайка (Кривой Рог)
Первомайка — исторический район в Саксаганском и Покровском районах города Кривой Рог Днепропетровской области.

## Характеристика
Жилой массив частной и малоэтажной застройки на границе Саксаганского и Покровского районов на правом берегу реки Саксагань.
Состоит из 13 улиц общей протяжённостью 2,9 км и 178 частных домов. Площадь 12 км. Богат зелёными насаждениями.